# Hemley Boum
Hemley Boum é uma novelista dos Camarões (Duala,  1973) .
Estudou ciências sociais na Universidade católica da África Central em Yaoundé e comércio exterior na Universidade católica de Lille.
Vive em Paris com o seu marido e os seus dois filhos.